# Anne Froidebise
Anne Froidebise est une organiste, claveciniste et pédagogue belge, née à Liège le 4 novembre 1950.
Elle est la fille de l'organiste, compositeur et musicologue Pierre Froidebise.

## Biographie
Fille de Pierre Froidebise et de son épouse Denise Ledent, Anne Froidebise naît à Liège le 4 novembre 1950.
Pierre Froidebise (1914-1962) est un musicien qui a eu un impact majeur dans la Belgique d'après-guerre (spécialement à Liège), dans les domaines de l'orgue (tant au plan de la facture que de l'interprétation de la musique ancienne), de la musicologie (par la publication d'anthologies de pièces d'orgue et une interprétation du chant grégorien fondée sur les recherches sémiologiques), de la composition et, d'une manière plus générale, de la vie musicale en lien avec l'avant-garde de son époque (il fut  l'ami de Pierre Boulez et de René Leibowitz).
Suivant les traces de son père, Anne Froidebise, qui compte un frère musicien (Jean-Pierre Froidebise, auteur-compositeur et chanteur), opte pour la musique.
Elle entre au Conservatoire royal de Liège, où elle obtient de nombreuses récompenses, parmi lesquelles un premier prix de piano (dans la classe de Robert Leuridan) et un diplôme supérieur d'orgue (dans la classe d'Hubert Schoonbroodt, disciple de son père). Au Conservatoire royal de Bruxelles, elle remporte un diplôme supérieur de clavecin (dans la classe de Charles Koenig). Elle reçoit ensuite les conseils de  Xavier Darasse et de Bernard Lagacé lors d’académies d’été.
Riche d'une vingtaine de publications, la discographie d'Anne Froidebise, consacrée à l'orgue, au clavecin et à la musique de chambre, est principalement consacrée à la musique ancienne française et allemande (sans oublier les compositeurs liégeois), mais aussi aux œuvres de Pierre Froidebise et d'Édouard Senny.
Ajoutons qu'en qualité de chambriste, elle a longtemps été associée aux flûtistes Jean-Paul et Emmanuel Pirard, avec lesquels elle a donné de nombreux concerts en Europe et aux États-Unis.
Pédagogue, Anne Froidebise a enseigné l'orgue et le clavecin au Conservatoire Communal de Verviers. De 1985 à 1996, elle est professeur de clavecin à l'IMEP (Institut de Musique d'Église et de Pédagogie) à Namur, et professeur d'orgue de 1992 à 2015 au Conservatoire royal de Liège.
Depuis 2011, elle enseigne à l'Académie Internationale de Musique en Cornouailles (AIMC).
Soucieuse de faire mieux connaître l'orgue et sa musique, elle poursuit, au sein de l'association Art et Orgue en Wallonie, une action de sensibilisation du public par l'organisation de concerts, d'exposés et de visites guidées.
Membre de la Commission royale des monuments, sites et fouilles de la Région wallonne (1992 à 2014), elle est actuellement vice-présidente de la Fédération francophone des Amis de l’Orgue (FFAO).

## Décoration
- Chevalier de l'ordre de Léopold[1]